# Wanquan (köpinghuvudort i Kina, Hainan Sheng, lat 19,24, long 110,40)
Wanquan är en köpinghuvudort i Kina. Den ligger i provinsen Hainan, i den södra delen av landet, omkring 89 kilometer söder om provinshuvudstaden Haikou. Antalet invånare är 26 235. Befolkningen består av 12 209 kvinnor och 14 026 män. Barn under 15 år utgör 19,0 %, vuxna 15-64 år 69 %, och äldre över 65 år 11,0 %.
Runt Wanquan är det tätbefolkat, med 276 invånare per kvadratkilometer. Närmaste större samhälle är Qionghai, 6,3 km öster om Wanquan. Omgivningarna runt Wanquan är en mosaik av jordbruksmark och naturlig växtlighet.
Genomsnittlig årsnederbörd är 2 294 millimeter. Den regnigaste månaden är september, med i genomsnitt 368 mm nederbörd, och den torraste är januari, med 20 mm nederbörd.